# Isoperla decolorata
Isoperla decolorata és una espècie d'insecte plecòpter pertanyent a la família dels perlòdids.

## Hàbitat
En el seu estadi immadur és aquàtic i viu als grans rius i a prop de la tundra sense arbres, mentre que com a adult és terrestre i volador.

## Distribució geogràfica
Es troba a Nord-amèrica: el Canadà (Alberta, Nunavut, la Colúmbia Britànica, Manitoba, els Territoris del Nord-oest, Saskatchewan i Yukon) i els Estats Units (Alaska).